# Burg Heimhof
Die Burg Heimhof, auch Schloss Heimhof genannt, ist eine Spornburg im Hausener Tal auf einem Bergsporn im Gemeindeteil Heimhof, Burggasse 11, der Gemeinde Ursensollen im bayerischen Landkreis Amberg-Sulzbach. Burg Heimhof ist eines der wichtigsten noch erhaltenen Burgen-Denkmale in der Oberpfalz und ist unter der Aktennummer D-3-71-154-20 als Baudenkmal verzeichnet. „Archäologische Befunde im Bereich des Schlosses Heimhof, ehemals mittelalterliche Burg“ werden zudem als Bodendenkmal unter der Aktennummer D-3-6636-0013 geführt.

## Geographische Lage

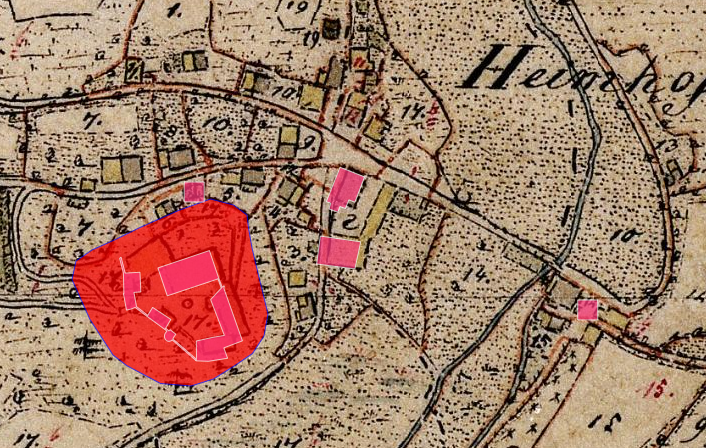
Lageplan der Burg Heimhof auf dem Urkataster von Bayern

Das Burgschloss liegt auf einem nach Osten in das Hausener Tal vorspringenden Bergsporn, etwa 25 m über dem Talgrund. Ein großteils aus dem Fels gehauener Halsgraben riegelt die Anlage nach Westen ab. Früher überquerte eine Zugbrücke den Halsgraben.

## Geschichte
Die Burg wurde im 14. Jahrhundert von den Herren von Haimenhofen erbaut und 1331 im Besitz des Ritters Heinrich Ettenstätter als Lehen des Klosters Kastl erwähnt. 1363 verkaufte Heinrich Ettenstätter die Burg an seine vier Neffen. 1385 kam sie in den Besitz von Dietrich Staufer zu Ehrenfels, Pfleger zu Hohenburg, später Vogt des Klosters Kastl, der sie 1427 gegen die Veste Köfering mit seinem Schwager Heinrich von Notthafft zu Wernberg tauschte. 1477 bis 1579 waren die Herren von Ettling im Besitz der Anlage, ehe sie im 16. Jahrhundert zum Schloss umgebaut wurde.
Ab Ende des 16. Jahrhunderts bis in das 19. Jahrhundert war das Schloss im Besitz der Familie von Loefen. Die Löfen sind eine 1604 geadelte Eisengewerkenfamilie, in deren Besitz sich der Hammer Heimhof und ein Teil des Hochofenwerks Fichtelberg befand. Aus einem Bericht des Johann German Barbing an den Kurfürst Ferdinand Maria vom 16. Januar 1666 heißt es: "Haimbhof: Ein Blechhammer, so Gabriel Riechters Wittib und Erben zugehört hat, jetzt aber des Ott Löfens Erben innehaben. Das Hammerwerk ist zu grunde gegangen und nichts anders als ein kleines Mühlein mit einem Gang dafür aufgebaut worden, so L. Erben gehörig; bei denselben ist aber keine Hoffnung, daß sie den Hammer wieder aufbauen können."
Michael von Loefen, kurfürstlicher Geheimrat, gestaltete die mittelalterliche Burg zu einem Schloss um, indem er an der Südseite einen Renaissancetrakt errichtete.
Das Anwesen wurde 1855 an 17 Heimhofer Bürger verkauft. Danach verfiel es. 1922 kaufte der Architekt und Burgenforscher Bodo Ebhardt (Gründer und langjähriger Präsident der Deutschen Burgenvereinigung) die Burgruine auf Anraten des bayrischen Staates und restaurierte sie. Seit 1958 ist Burg Heimhof im Privatbesitz der Familie Maier.

## Beschreibung

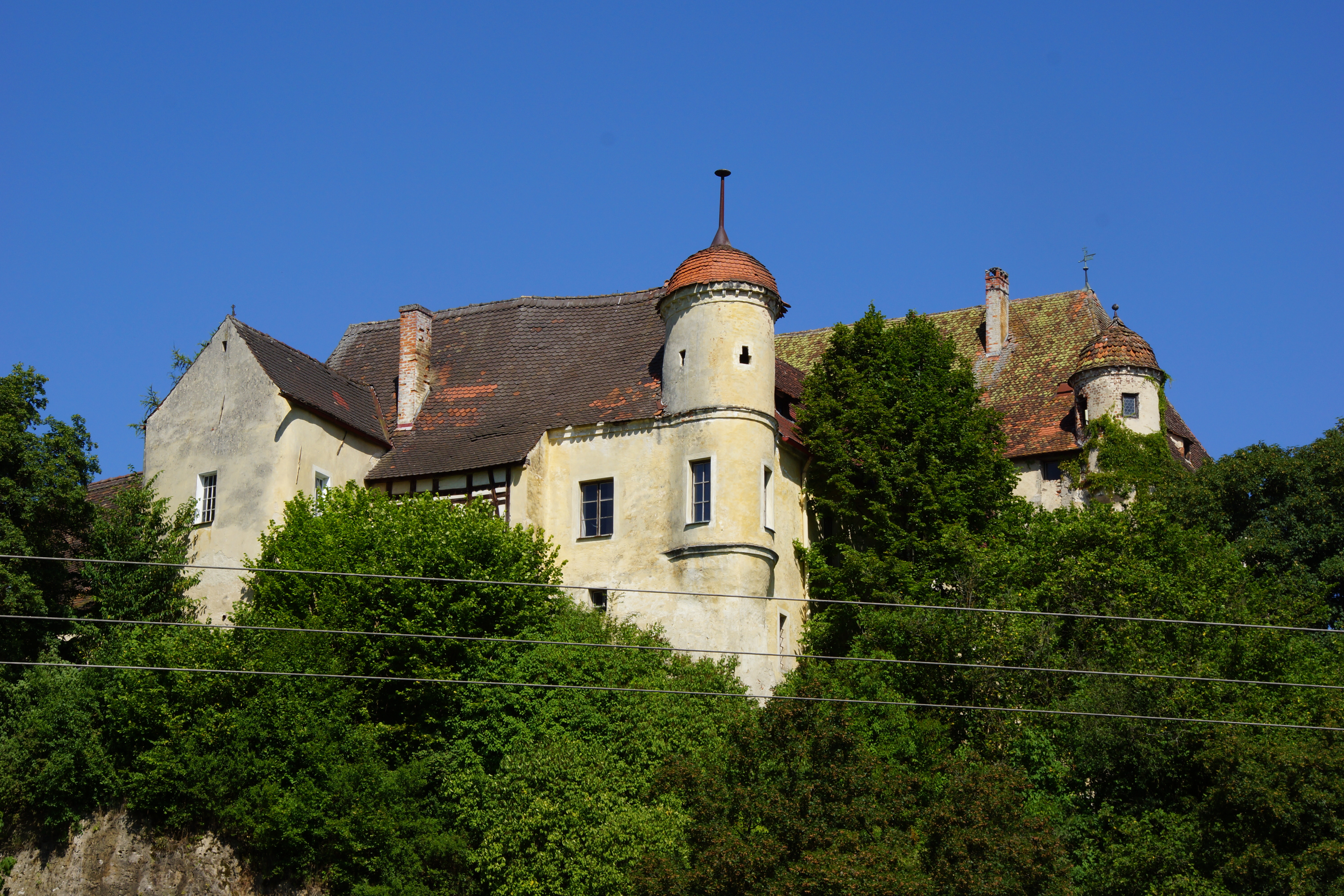
Schloss Heimhof (2013)

Die Burg Heimhof ist das gut erhaltene Beispiel einer mittelalterlichen Wohnburg. Sie besteht aus dreigeschossigen Walmdachbauten mit Ecktürmen und einem viergeschossigen Palas, der vermutlich aus einem Wohnturm entstanden ist. Die Burganlage besitzt folgende Gebäude: das „Jägerhaus“, das „Neue Schloss“, das „Veste Haus“ mit hofseitigem Giebel und das von Bodo Ebhardt mit Fachwerk erbaute Torhaus und anschließender Wehrmauer. Die Gebäude sind heute noch zum Teil original ausgestattet. Die frühere Ringmauer hat sich nur mehr im Westen erhalten. In der Mitte des Burghofes befindet sich ein 22 m tiefer Brunnen, der bis zum Grundwasser hinabreicht. In 6 m Tiefe führt von ihm ein unterirdischer Gang zu einer verwachsenen Öffnung am Westfuß der Burg, der im Belagerungsfall einen Ausfall der Besatzung ermöglichte. Die Burg ist im Privatbesitz und kann nicht besichtigt werden.